# Il vento dei demoni
Il vento dei demoni è un romanzo di Marco Buticchi pubblicato nel 2007.

## Trama
Un meteorite caduto dal cielo diviene "Pietra Sacra", pesante eredità che dalla preistoria ai giorni nostri i successori di Athor dovranno gestire. Quando gli ultimi epigoni del nazismo alleandosi con estremisti islamici stanno per avere accesso al potere della pietra, intervengono Oswald Breil, ex capo del Mossad, e la bella archeologa italiana Sara Terracini.
Oswald e Sara rischieranno ancora una volta la vita e nonostante la differenza d'età e d'aspetto capiranno di amarsi.

## Edizioni
- Marco Buticchi, Il vento dei demoni, collana La gaja scienza, Milano, Longanesi, 27 settembre 2007,  pp. 589, ISBN 9788830424982.
- Marco Buticchi, Il vento dei demoni, Teadue, Milano, TEA, 2009,  p. 589, ISBN 9788850218318.
- Marco Buticchi, Il vento dei demoni, Best TEA, Milano, TEA, 2013,  p. 589, ISBN 9788850233434.
- Marco Buticchi, Il vento dei demoni, Tea più, Milano, TEA, 7 novembre 2019,  p. 589, ISBN 9788850255610.